# Wickham Bishops
Wickham Bishops is een civil parish in het bestuurlijke gebied Maldon, in het Engelse graafschap Essex.

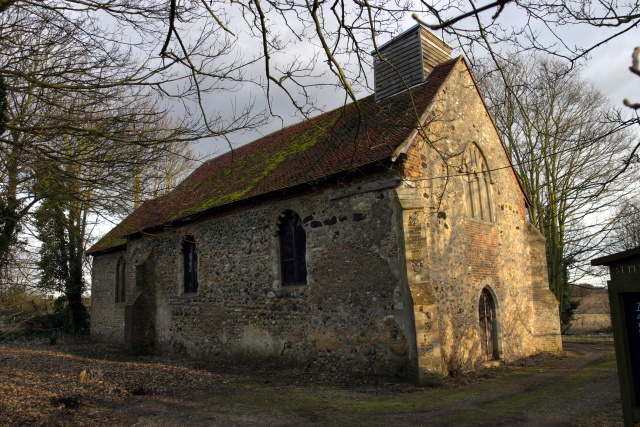
St. Peter